# Armenistis-vuurtoren
De Armenistis-vuurtoren bevindt zich aan de noordwestelijke kant van het Griekse eiland Mykonos en werd gebouwd in 1891 na het tragische zinken van de Engelse stoomboot Volta in 1887, waarbij elf bemanningsleden verdronken. 
De vuurtoren is een achtkantige toren gebouwd van steen, met een lantaarn, een galerij en een totale hoogte van 19 meter. Het heeft een wit lichtbaken dat elke 10 seconden flitst. Het oorspronkelijke mechanisme van de vuurtoren was van Franse oorsprong met een fresnellens vervaardigd door Sautter & Lemonnier die daar tot 1983 heeft gewerkt. Na de Tweede Wereldoorlog werkte de vuurtoren op benzine, tot 1982 toen hij werd geëlektrificeerd. Tegenwoordig is de oude lens het voor het publiek te zien op het erf van het Egeïsche maritieme museum in Mykonos-Stad.
De vuurtoren ligt op 6 km van de stad Mykonos. Het huis naast de vuurtoren heeft meerdere kamers waarin de vuurtorenwachters en vaak ook hun gezinnen gehuisvest waren. 